# Якуб, Антонио
Антонио Тино Лукас Якуб (фин. Antonio Tino Lucas Yakoub; род. 12 июня 2002, Сёдертелье, Стокгольм) — финский и шведский футболист, полузащитник «Ассириски» и сборной Сирии. Выступает на правах аренды за «Сириус».

## Клубная карьера
Футболом начал заниматься в «Юргордене». В 2018 году перешёл в молодёжную команду «Ассириски». 7 октября 2018 года впервые попал в официальную заявку основной команды на матч первого шведского дивизиона с «Тим Торен», но на поле не вышел. Дебютировал в её составе 4 ноября в домашней встрече с «Карлстад Юнайтед», выйдя на замену на 84-й минуте.
23 марта 2022 года на правах аренды с возможностью выкупа перешёл в «Сириус». Дебютировал за клуб в чемпионате Швеции 10 июля в игре 13-го тура против «Кальмара», заменив в концовке встречи Эди Сюлисуфая.

## Карьера в сборной
В ноябре 2021 года был вызван в молодёжную сборную Финляндии на товарищеские матчи со Швецией. Дебютировал в её составе 11 ноября, появившись на поле в стартовом составе и на 61-й минуте уступив место Агону Садику.

## Клубная статистика
| Выступление      | Выступление      | Выступление      | Лига | Лига | Кубки | Кубки | Конт. кубки | Конт. кубки | Итого | Итого |
| Клуб             | Лига             | Сезон            | Игры | Голы | Игры  | Голы  | Игры        | Голы        | Игры  | Голы  |
| ---------------- | ---------------- | ---------------- | ---- | ---- | ----- | ----- | ----------- | ----------- | ----- | ----- |
| Ассириска        | Дивизион 1       | 2018             | 2    | 0    | 0     | 0     | 0           | 0           | 2     | 0     |
| Ассириска        | Дивизион 2       | 2019             | 17   | 9    | 0     | 0     | 0           | 0           | 17    | 9     |
| Ассириска        | Дивизион 2       | 2020             | 13   | 7    | 0     | 0     | 0           | 0           | 13    | 7     |
| Ассириска        | Дивизион 1       | 2010             | 27   | 13   | 0     | 0     | 0           | 0           | 27    | 13    |
| Ассириска        | Итого            | Итого            | 59   | 29   | 0     | 0     | 0           | 0           | 59    | 29    |
| Сириус           | Алльсвенскан     | 2022             | 1    | 0    | 0     | 0     | 0           | 0           | 1     | 0     |
| Сириус           | Итого            | Итого            | 1    | 0    | 0     | 0     | 0           | 0           | 1     | 0     |
| Всего за карьеру | Всего за карьеру | Всего за карьеру | 60   | 29   | 0     | 0     | 0           | 0           | 60    | 29    |